# Kamila Sacharzewska
Kamila Sacharzewska (ur. 10 czerwca 2001 w Suwałkach) – polska pianistka.

## Życiorys
Kamila Sacharzewska naukę gry na fortepianie rozpoczęła w wieku siedmiu lat. W 2020 ukończyła z wyróżnieniem Państwową Szkołę Muzyczną I i II stopnia w Suwałkach. Następnie rozpoczęła studia na Uniwersytecie Muzycznym Fryderyka Chopina w Warszawie w klasie fortepianu Janusza Olejniczaka Joanny Ławrynowicz-Just.
Koncertowała między innymi w: Kanadzie, Niemczech, Hiszpanii, Francji, Włoszech, Danii, Holandii, Belgii, na Słowacji, Litwie, Łotwie i Białorusi.
Była stypendystką, m.in.: Ministra Kultury i Dziedzictwa Narodowego, programu „Młoda Polska”, Marszałka Województwa Podlaskiego, Krajowego Funduszu na rzecz Dzieci (2012–2020), Prezydenta Miasta Suwałki.

## Udział w konkursach
- Finalistka II Międzynarodowego Konkursu Chopinowskiego na Instrumentach Historycznych[2]
- Grand Prix oraz Nagroda Główna na „XIV Sonatina and Sonata International Youth Piano Competition” Corpus Cristi Texas USA[1]
- I Nagroda na „VII International Polish Grand Piano Music Competition dedicated to Fryderyk Chopin” w Wilnie[1]
- I Nagroda i Nagroda Specjalna Jury „Musical Prodigy” w Międzynarodowym Konkursie Młodych Pianistów w Rydze[1]
- I Nagroda oraz Nagroda NIFC i Nagroda Fundacji im. Gyorgy”a Ferenczyego” w Budapeszcie na IV Międzynarodowym Podkarpackim Konkursie Chopinowskim dla Dzieci i Młodzieży w Rzeszowie[1]
- I Nagroda na Międzynarodowym Konkursie Pianistycznym „Piano Talents” w Mediolanie[1]
- II nagroda „The 5 International Moscow Music Competition ”w Moskwie[1]
- I Nagroda na XIII Międzynarodowym Konkursie Pianistycznym im. Petera Toperczera w Koszycach w Słowacji[1]
- I Nagroda oraz Nagroda Specjalna Konsula RP w Nawarze La Roja Angela Tellechea Goyena i Konserwatorium Muzycznego im. Pabla Sarasate w Pampelunie na 19 Międzynarodowym Konkursie Pianistycznym im. Fryderyka Chopina dla Dzieci i Młodzieży w Szafarni[1]
- I Nagroda i Nagroda Specjalna (wykonanie recitalu w Paryżu) na 17 Międzynarodowym Konkursie Pianistycznym of Ile –de-France Maisons-Laffitte w Paryżu[1]
- I Nagroda oraz Nagroda Specjalna na 47 Międzynarodowym Konkursie Pianistycznym „Virtuosi per musica di piano forte” w Usti nad Łabą, Czechy[1]
- Grand Prix oraz Nagroda Specjalna na V Międzynarodowym Konkursie Muzycznym „Gradus ad Parnassum” w Kownie[1]
- Grand Prix na III Międzynarodowym Konkursie „Olimpo Musicale” na Litwie[1]